# 10 000 mètres féminin aux championnats du monde d'athlétisme 2009
Navigation
Osaka 2007 Daegu 2011
L'épreuve du 10 000 mètres féminin des championnats du monde de 2009 s'est déroulée le 17 août 2009 dans le Stade olympique de Berlin. Elle est remportée par la Kényane Linet Masai.

## Minimas de qualification
Pour se qualifier (minima A), il faut avoir réalisé moins de 31 min 45 s 00 du 1er janvier 2008 au 3 août 2009. Le minima B est de 32 min 20 s 00. Il y a une finale directe à 19 h 25 avec les 22 athlètes suivantes :
1. Ana Dias  	(POR)  	31 min 42 s 94  	(31 min 39 s 52)
2. Amy Yoder Begley 	(USA) 	31 min 22 s 69
3. Elvan Abeylegesse 	(TUR) 	31 min 51 s 98 	(29 min 56 s 34)
4. Kayoko Fukushi 	(JPN) 	32 min 04 s 06 	(30 min 51 s 81)
5. Shalane Flanagan 	(USA) 	31 min 23 s 43 	(30 min 22 s 22)
6. Inês Monteiro 	(POR) 	31 min 34 s 17
7. Liliya Shobukhova 	(RUS) 	30 min 30 s 93
8. Kimberley Smith 	(NZL) 	30 min 35 s 54
9. Mariya Konovalova 	(RUS) 	31 min 08 s 53 	(30 min 35 s 84)
10. Meseret Defar 	(ETH) 	29 min 59 s 20
11. Katie McGregor 	(USA) 	32 min 08 s 04 	(31 min 21 s 20)
12. Meselech Melkamu 	(ETH) 	29 min 53 s 80
13. Olivera Jevtic 	(SRB) 	31 min 35 s 92 	(31 min 29 s 65) (DNS)
14. Florence Jebet Kiplagat (KEN) 	30 min 11 s 53
15. Linet Chepkwemoi Masai (KEN) 	32 min 49 s 30 	(30 min 26 s 50)
16. Zhang Yingying 	(CHN) 	33 min 08 s 94 	(31 min 17 s 30)
17. Yukari Sahaku 	(JPN) 	32 min 01 s 80
18. Wude Ayalew 	(ETH) 	30 min 11 s 87
19. Ana Dulce Félix 	(POR) 	31 min 40 s 60
20. Yurika Nakamura 	(JPN) 	32 min 13 s 89 	(31 min 31 s 95)
21. Grace Kwamboka Momanyi (KEN) 	31 min 08 s 24
22. Kseniya Agafonova 	(RUS) 	31 min 10 s 68 	31 min 10 s 68

## Résultats
Melkamu pense avoir remporté la course et lève les bras au ciel à un mètre de l'arrivée, mais Masai en pleine remonte, la coiffe d'un dixième de seconde seulement (plus faible écart depuis la victoire de Derartu Tulu en 2001). Defar, championne olympique et championne du monde, qui était en tête à l'entrée de la ligne droite, se"  plante " à l'approche de l'arrivée et termine seulement 5e.
| Rang               | Athlète                 | Temps               |
| ------------------ | ----------------------- | ------------------- |
| Médaille d'or      | Linet Chepkwemoi Masai  | 30 min 51 s 24 (SB) |
| Médaille d'argent  | Meselech Melkamu        | 30 min 51 s 34      |
| Médaille de bronze | Wude Ayalew             | 30 min 51 s 95      |
| 4                  | Grace Kwamboka Momanyi  | 30 min 52 s 25 (PB) |
| 5                  | Meseret Defar           | 30 min 52 s 37      |
| 6                  | Amy Yoder Begley        | 31 min 13 s 78 (PB) |
| 7                  | Yurika Nakamura         | 31 min 14 s 39 (PB) |
| 8                  | Kimberley Smith         | 31 min 21 s 42 (SB) |
| 9                  | Kayoko Fukushi          | 31 min 23 s 49 (SB) |
| 10                 | Inês Monteiro           | 31 min 25 s 67 (PB) |
| 11                 | Mariya Konovalova       | 31 min 26 s 94      |
| 12                 | Florence Jebet Kiplagat | 31 min 30 s 85      |
| 13                 | Ana Dulce Félix         | 31 min 30 s 90 (PB) |
| 14                 | Shalane Flanagan        | 31 min 32 s 19      |
| 15                 | Kseniya Agafonova       | 31 min 43 s 14      |
| 16                 | Ana Dias                | 31 min 49 s 91      |
| 17                 | Katie McGregor          | 32 min 18 s 49      |
| 18                 | Zhang Yingying          | 32 min 33 s 63 (SB) |
| 19                 | Liliya Shobukhova       | 32 min 42 s 36      |
| 20                 | Yukari Sahaku           | 33 min 41 s 17      |
| /                  | Elvan Abeylegesse       | DNF                 |
| /                  | Olivera Jevtic          | DNS                 |

## Légende
Records et Performances
- AR : Record continental (area record)
- CR : Record des championnats (championship record)
- MR : Record du meeting (meet record)
- NR : Record national (national record)
- OR : Record olympique (olympic record)
- PR : Record paralympique (paralympic record)
- PB : Record personnel (personal best)
- SB : Meilleure performance personnelle de la saison (season's best)
- WL : Meilleure performance mondiale de l'année (world leader)
- WJR : Record du monde junior (world junior record)
- WR : Record du monde (world record)

Circonstances et Conditions
- DNF : N'a pas terminé (did not finish)
- DNS : N'a pas pris le départ (did not start)
- DQ : Disqualification (disqualification)
- NM : Aucun essai valable enregistré (No Mark)
- Q : Qualifié « directement » au prochain tour (ou à la prochaine compétition), lors d'une compétition majeure, grâce au classement ou à la réalisation des minima (automatic qualifier)
- q : Qualifié au prochain tour (ou à la prochaine compétition), lors d'une compétition majeure, grâce au repêchage ou à la réalisation de l'une des meilleures performances parmi celles des « non qualifiés directement » (grâce au meilleur temps ou à la meilleure distance par exemple) (secondary qualifier)